# Triepeolus subnitens
Triepeolus subnitens är en biart som beskrevs av Cockerell och Timberlake 1929. Triepeolus subnitens ingår i släktet Triepeolus och familjen långtungebin. Inga underarter finns listade i Catalogue of Life.